# Dobrotín
Dobrotín (německy Dobroten) je malá vesnice, část městyse Staré Město pod Landštejnem v okrese Jindřichův Hradec v Jihočeském kraji. Nachází se asi 1,5 kilometru jihozápad od Starého Města pod Landštejnem. Je zde evidováno 21 adres. V roce 2011 zde trvale žilo osm obyvatel.
Dobrotín je také název katastrálního území o rozloze 5,4 km².

## Historie
První písemná zmínka o vesnici pochází z roku 1487.
Dobrotín byl založen někdy okolo první poloviny 16. století. Už od začátku patřil pod Staré Město pod Landštejnem a byl osídlen převážně německy mluvícím obyvatelstvem. Většina obyvatel byli zemědělci, ve vesnici bylo značné množství statků. Začátkem 20. století byla postavena dnešní kaple na návsi, zasvěcená sv. Terezii z Lisieux (dodnes v Čechách málo obvyklé zasvěcení).
Poté co bylo Německo poraženo ve druhé světové válce, byla velká většina Němců byla vysídlena a opuštěná oblast byla dosídlena převážně slovenskými dosídlenci. Další dopad na život v této pohraniční obci měl nástup komunismu a vztyčení železné opony. Okolo 50. let 20. století se změnilo jméno vsi z Dobraten na Dobrotín.

## Obyvatelstvo
| Rok            | 1869 | 1880 | 1890 | 1900 | 1910 | 1921 | 1930 | 1950 | 1961 | 1970 | 1980 | 1991 | 2001 | 2011 | 2021 |
| -------------- | ---- | ---- | ---- | ---- | ---- | ---- | ---- | ---- | ---- | ---- | ---- | ---- | ---- | ---- | ---- |
| Počet obyvatel | 198  | 208  | 187  | 200  | 220  | 190  | 140  | 68   | 77   | 29   | 10   | 7    | 8    | 8    | 11   |
| Počet domů     | 30   | 34   | 34   | 30   | 32   | 32   | 30   | 20   | 7    | 7    | 4    | 12   | 17   | 16   | 13   |

## Obecní správa
Při sčítání lidu v letech 1850–1909 Dobrotín byl osadou obce Podlesí v okrese Jindřichův Hradec. V letech 1910–1959 byl samostatnou obcí v okrese Jindřichův Hradec. Od roku 1960 je částí městyse Staré Město pod Landštejnem v okrese Jindřichův Hradec.